# Hey! Say! BEST
Hey! Say! BEST（ヘイ セイ ベスト）は、男性アイドルグループ・Hey! Say! JUMP内の5人組ユニットである。ジャニーズ事務所所属。
Hey! Say! BESTの「BEST」は、「Boys Excellent (Expert) Select Team」の頭文字から取られた。

## メンバー
- 有岡大貴（ありおか だいき、1991年4月15日 - 、A型、千葉県）
- 髙木雄也（たかき ゆうや、1990年3月26日 - 、O型、大阪府）
- 伊野尾慧（いのお けい、1990年6月22日 - 、A型、埼玉県）
- 八乙女光（やおとめ ひかる、1990年12月2日 - 、O型、宮城県）
- 薮宏太（やぶ こうた、1990年1月31日 - 、A型、神奈川県）

## 略歴
2007年
- 9月24日、『JOHNNYS'Jr. Hey Say 07 in YOKOHAMA ARENA』で結成が発表され、『HEY!HEY!HEY! MUSIC CHAMP』で生中継された。
- 11月3日から冠番組『Hi! Hey! Say!』で、八乙女、薮がメインレギュラー出演開始。

2009年
- 10月10日から『Hi! Hey! Say!』の後継番組として『週末YY JUMPing』が放送開始。前番組から引き続き八乙女と薮がレギュラー出演。

2011年
- 4月16日から『週末YY JUMPing』の後継番組として『ヤンヤンJUMP』が放送開始。※2011年11月13日まではHey! Say! JUMPがレギュラー出演していたが、同年11月20日以降は八乙女、薮のみレギュラー。

2014年
- 1月 - 3月クール、の連続ドラマ『ダークシステム 恋の王座決定戦』に八乙女、伊野尾が出演。このドラマで八乙女は単独初主演を果たした。
- 4月1日から火曜『ヒルナンデス!』に有岡、八乙女がレギュラー出演。
- 4月4日からラジオ『JUMP da ベイベー!』に有岡、髙木がレギュラー出演。

2015年
- 4月4日からラジオ『らじらー!サタデー』に伊野尾、八乙女がレギュラー出演。

2017年
- 6月 - 8月クール、『孤食ロボット』に有岡・八乙女・髙木が主演。

2018年
- 舞台『薔薇と白鳥』（2018年5月27日 - 7月1日）に八乙女・高木が出演。

2021年
- ドラマ 『准教授・高槻彰良の推察』（2021年8月7日 - 11月28日）にて 伊野尾がドラマ単独初主演を果たす。

2022年
　　・ 2022年1月29日、八乙女光が突発性難聴による治療のため、同日より芸能活動を一時休止することをMCを務める「らじらー!サタデー」（NHKラジオ第1）にて発表し、当面の間は4人で活動する。
　　・11月12日、NHKラジオ第1「らじらー！サタデー」内で今年1月から突発性難聴のため、芸能活動を休止していた八乙女が活動再開を発表。

## オリジナル曲
JASRAC公式サイトの「作品データベース検索サービス」において、アーティスト名に「Hey! Say! BEST」を含む楽曲の検索結果をもとに記述。

### 音源化された曲
- ス・リ・ル（作詞：久保田洋司、作曲：田中直、ラップ詞：八乙女光） - JASRAC作品コード：148-2030-7（Hey! Say! JUMP名義）
- スパイシー（作詞・作曲：清水昭男） - JASRAC作品コード：153-1069-8（Hey! Say! JUMP名義）
- スクールデイズ（作詞：森月キャス、作曲：川端良征） - JASRAC作品コード：161-6300-1
- Score（作詞：薮宏太、作曲：Joey Carbone＆Steven Lee、編曲：前口渉、ラップ詞：八乙女光） - JASRAC作品コード：168-5392-0
- Screw（作詞：薮宏太、作曲：馬飼野康二、編曲：石塚知生） - JASRAC作品コード：178-3454-6
- スナップ（作詞：薮宏太、作曲：加藤裕介、編曲：石塚知生） - JASRAC作品コード：186-1058-7（Hey! Say! JUMP名義）
- スクランブル（作詞：薮宏太、作曲：龍、編曲：鈴木雅也） - JASRAC作品コード：194-0917-6
- スギルセツナ（作詞：kenko-p、作曲・編曲：soar、ストリングスアレンジ：Dong-uk Lee） - JASRAC作品コード：709-4292-7
- スーツデイズ（作詞：森月キャス、作曲：川端良征、編曲：佐藤泰将） - JASRAC作品コード：203-6532-2
- スルー（作詞：Vandrythem、作曲：DAICHI、Koudaiii、編曲：Shunsuke Harada） - JASRAC作品コード：712-4447-6
- Speed It Up（作詞：Taka Ruscar、作曲：STEVEN LEE, Anders Wigelius, Erik Wigelius, Drew Ryan Scott、編曲：Erik Wiggle's） - JASRAC作品コード：7C8-7471-0
- スタートデイズ（作詞･作曲：twelvelayers、編曲：Tomoki Ishizuka） - JASRAC作品コード：229-1100-6
- スンダDance（作詞:m.piece、作曲・編曲:Kazumi Mitome）[3]

### 未音源化曲
- Switch（作詞：古屋真、作曲：森口友美） - JASRAC作品コード：155-8382-1
- Sweet Chilli Sause（作詞：MICRO、作曲：MICRO、フジ・モトカ、編曲：フジ・モトカ）

## 出演
個人での出演はそれぞれの単独記事で記載する

### バラエティ
- Hi! Hey! Say!（2007年11月3日 - 2009年9月26日、テレビ東京） - 薮、八乙女メイン。Hey! Say! BESTとしてライブ出演[4]
- 週末YY JUMPing（2009年10月10日 - 2011年3月26日、テレビ東京） - 薮、八乙女
- ヒルナンデス!（2014年4月1日 - 現在、火曜日レギュラー、日本テレビ） - 有岡、八乙女

### CM
- ハウス食品「オー・ザック」（2008年7月 - ）[5]
- ハドソン
  - Wiiソフト 「はたらくヒト」（2008年11月 - ） - 髙木、伊野尾、八乙女[6]
  - Wiiソフト「DECA SPORTA2」（2009年4月 - ）[7][8]

### ラジオ
- JUMP da ベイベー!（2014年4月4日 - 現在  bayfm、毎週金曜日 24:30 - 24:58） - 有岡、髙木
- らじらー!サタデー 20時台（2015年4月4日 - 2024年3月30日 NHKラジオ第1放送、毎週土曜日 20:05 - 20:55） - 伊野尾、八乙女